# Old Swan Hotel
Old Swan Hotel är ett hotell i Harrogate, North Yorkshire, England.

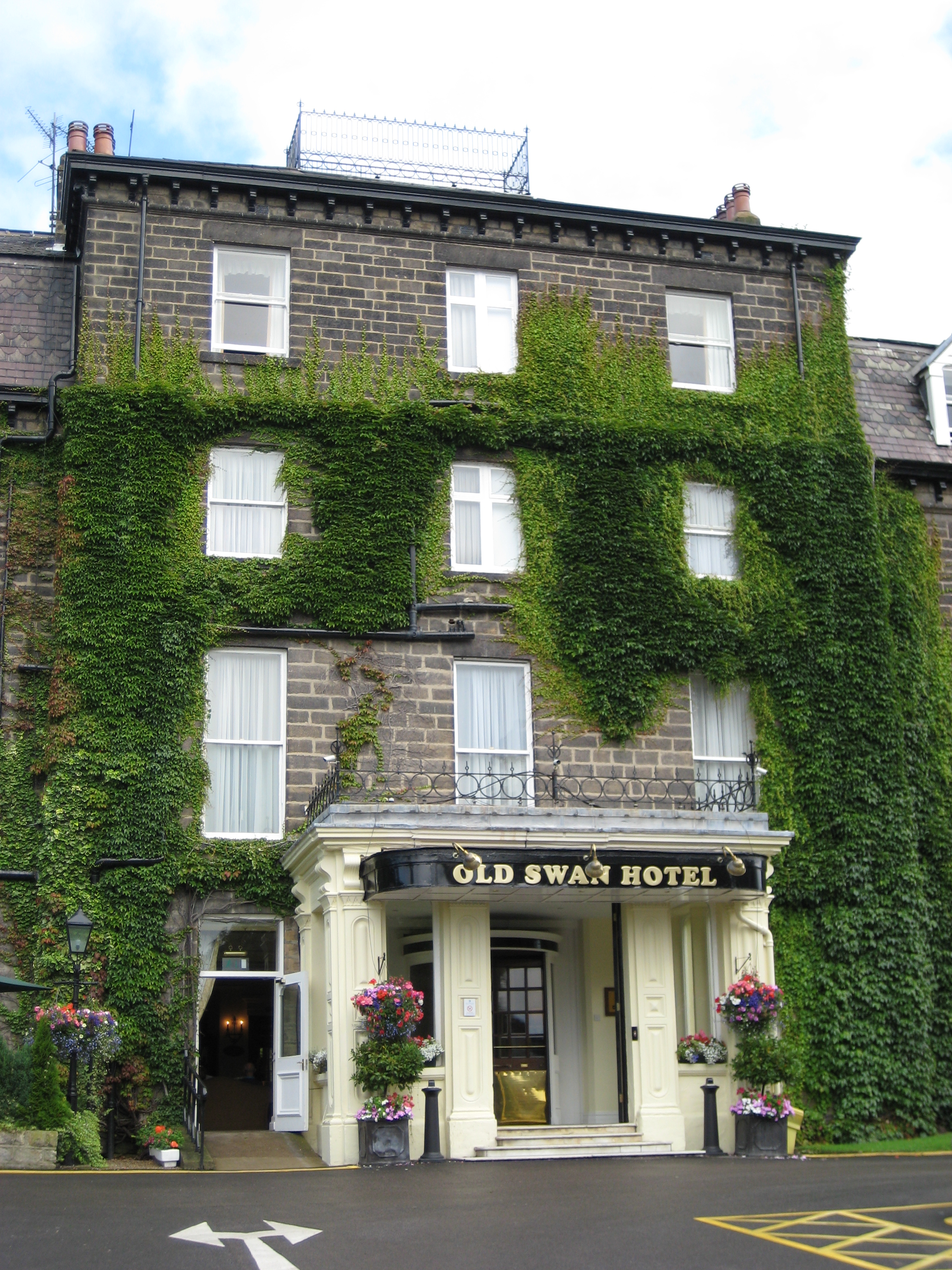
Old Swan Hotel

## Historia
Hotellet har funnits på platsen sedan åtminstone 1777, ursprungligen var det "Swan Inn" i Low Harrogate separat från bosättningen High Harrogate.
I slutet av 1800-talet byggdes det om av "Harrogate Hydropathic Company" till ett fashionabelt spahotell och inkluderade turkiska bad. Dess namn var "The Harrogate Hydro" eller som lokalbefolkningen kallade det "The Hydro". Man hade en egen gård på Penny Pot Lane för att försörja köken. Det var den första byggnaden i Harrogate som hade elektriskt ljus. En vertikal ångmaskin drev en likströmsgenerator och även hotellets tvättstuga. Ångmaskinen återaktiverades för att driva tvätten av Jack Gill i John Redfearns garage på hotellet på 1950-talet tills elmotorer tog över. Bränslet var koks från Harrogate Gas Works.
År 1939 rekvirerades hotellet med 48 timmars varsel av ministeriet för flygplansproduktion och kablar drogs till en ny telefonväxel i biblioteksrestaurangen. Elkablar drogs direkt från hotellet till företagets kraftverk bredvid Jenny Plain och passerade i en rak linje genom varje privat egendom på vägen. Det anfölls av ett fientligt flygplan 1943 men endast huset i slutet av Swan Road vid Ripon Road förstördes.
I mitten av 1950-talet hade Harrogate problem med sin image. "Badstolen" från viktorianska kurorter var nu omodern och Hydro döptes om till "The Old Swan Hotel" "känt sedan 1700". Det listades 1975 som en kulturminnesmärkt byggnad. I början av 1980-talet var hotellet en samlingspunkt för Harrogate International Festival Of Sound – en årlig festival för förstklassig hifi-utrustning. En renovering av hotellet och dess 136 rum slutfördes 2006.

## Agatha Christies försvinnande
I december 1926 försvann deckarförfattaren Agatha Christie plötsligt från sitt hem. Hon var försvunnen i sammanlagt elva dagar, under vilka polisen genomförde en stor människojakt och det spekulerades i att hon hade begått självmord. Försvinnandet drog till och med in de andra deckarförfattarna Sir Arthur Conan Doyle och Dorothy L. Sayers i sökandet. Doyles intresse för det ockulta fick honom att ta en av Christies handskar till ett medium. Efter ungefär tio dagar (efter att ha checkat in på Swan Hydropathic Hotel under det antagna namnet Mrs. Teresa Neele) blev hon igenkänd av en av banjospelarna på hotellet.
En film från 1979 om händelsen med titeln Mysteriet Agatha spelades in på hotellet.